# 플레이스키커

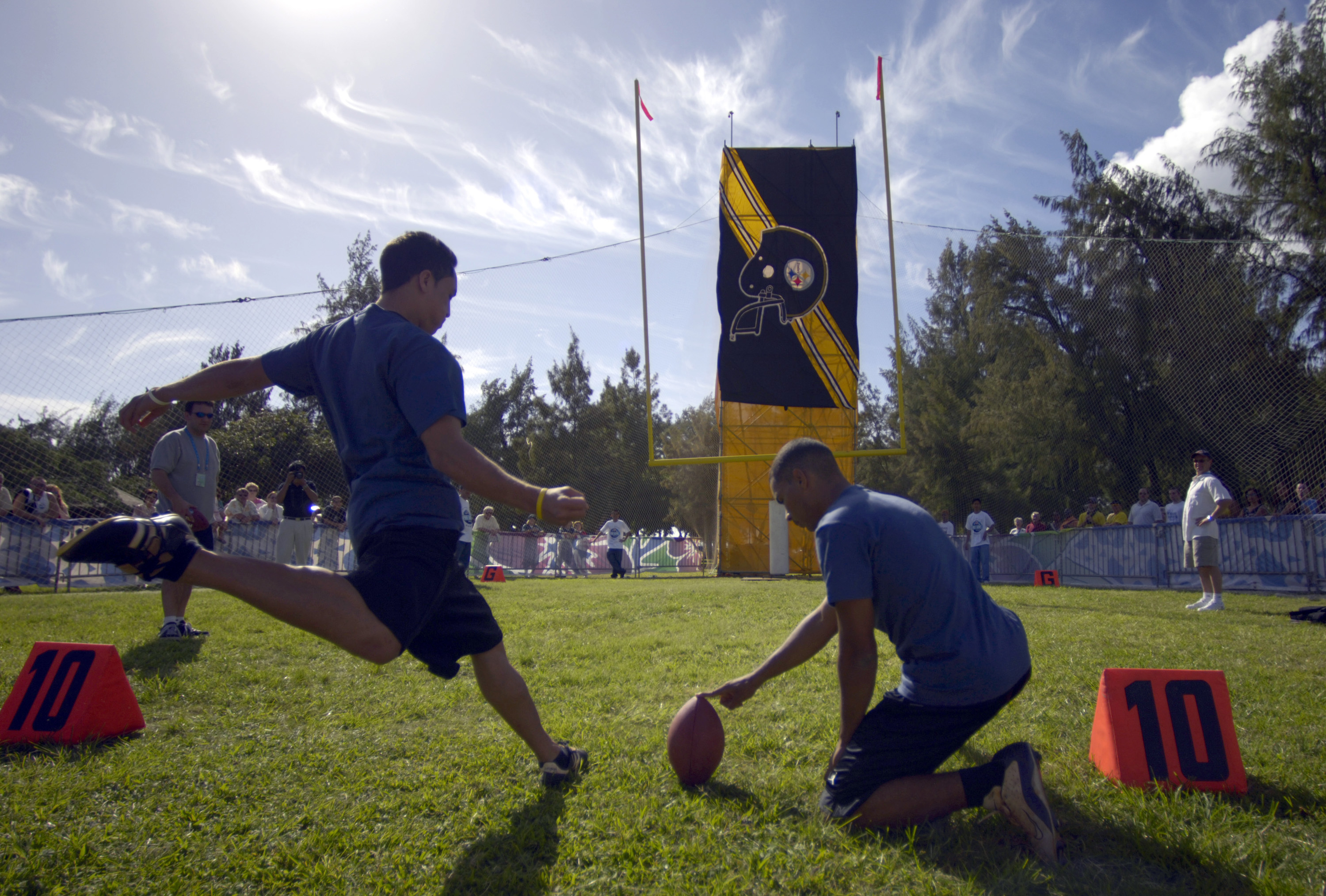
아마추어 플레이스키커가 필드골을 차려고 시도하고 있다.

그리드아이언 풋볼에서 플레이스키커 (PK), 또는 단순히 키커 (K)는 필드골과 엑스트라 포인트를 득점하려는 시도를 담당하는 선수이다. 대부분의 경우 플레이스키커는 팀의 킥오프 스페셜리스트 역할도 겸한다. 이 용어는 득점을 시도하는 선수가 공을 드롭킥하여 골포스트를 통과시키는 대신, 팀원이 공을 잡고 "정확한 위치에서" 차는 것에서 유래했다.

## 전문화된 역할
키커는 처음부터 전문화된 역할이 아니었다. 공의 회전타원면 모양이 표준화된 1934년 이전에는 드롭킥이 필드골과 컨버전을 차는 일반적인 방법이었지만, 플레이스킥으로 대체된 후에도 1960년대까지 키커는 거의 항상 로스터의 다른 포지션을 겸했다. 조지 블랜다, 루 그로자, 프랭크 기퍼드, 폴 호닝은 다른 포지션에서도 스타였을 뿐만 아니라 킥 능력이 뛰어난 선수들의 대표적인 예시이다. 1940년대에 원 플래툰 시스템이 폐지되면서 "투웨이" 선수 시대는 전문화의 증가로 이어졌고, 팀은 펀터 또는 키커 포지션에 전문가를 고용하게 되었다. 1945년에 프로 경력을 시작한 벤 아가자니안은 NFL에서 처음으로 확인된 플레이스키킹 전문 선수로, 10개 팀에서 뛰었다. 그러나 1939년의 켄 스트롱과 필 마티노비치, 1933년과 1934년의 모세 켈시가 아가자니안보다 먼저 키킹 외에는 아무것도 하지 않고 시즌을 보낸 선수였을 수 있다는 일부 증거가 있다.

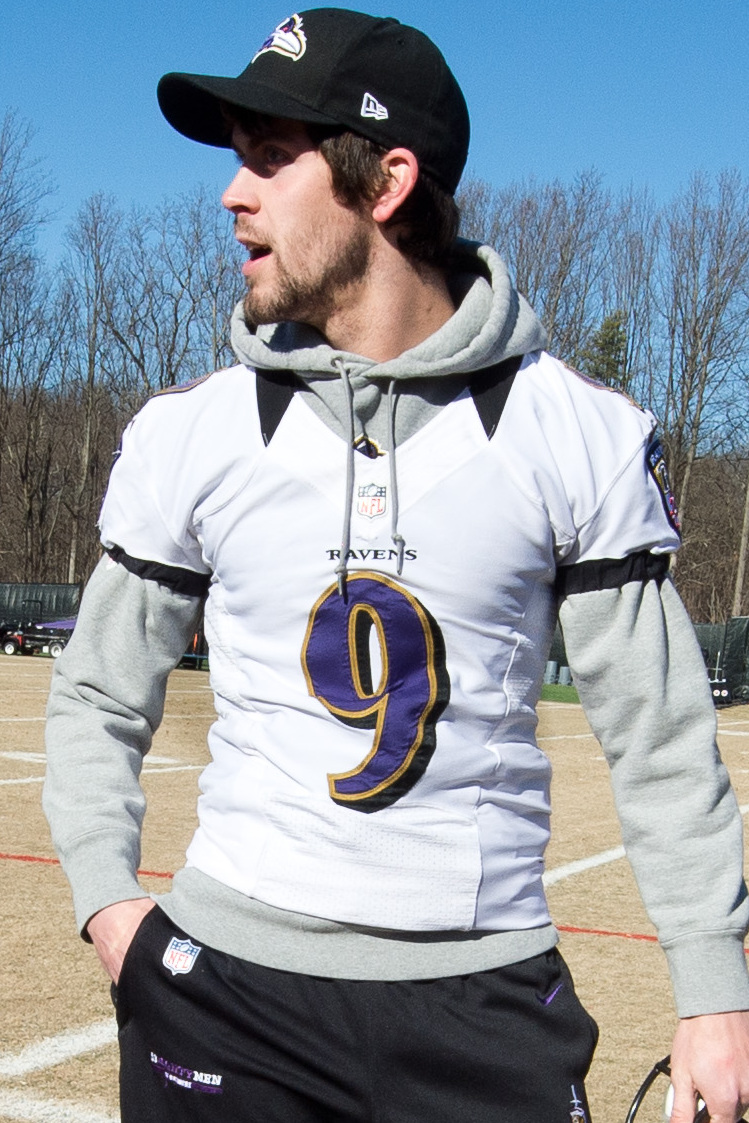
NFL 역사상 가장 정확한 플레이스키커인 저스틴 터커.

필요한 기술의 차이, 다리 피로 방지, 부상 위험 감소 등의 이유로 프로 수준에서는 대부분의 팀이 별도의 선수를 고용하여 이 작업을 처리한다. 플레이스키커는 일반적으로 펀터가 부상당했을 때만 펀트를 하고, 그 반대의 경우도 마찬가지다 (캐나디안 풋볼 리그에서는 종종 한 선수가 두 가지 작업을 모두 처리하는데, 이 리그는 NFL보다 현역 선수 명단이 작다). 프로 팀은 심지어 킥오프 스페셜리스트를 두어 킥오프만 담당하고 필드골과 엑스트라 포인트를 처리하는 키커의 백업 역할을 하게 할 수도 있다. 이는 주로 프리미어 포인트 스코어링 키커를 부상으로부터 추가적으로 보호하거나, 그가 정확하지만 킥오프 거리가 충분하지 않을 경우에 이루어진다.
아마추어 팀(예: 대학 또는 고등학교)은 종종 플레이스키커와 펀터를 구별하지 않거나, 다른 선수가 다른 플레이스키킹 의무를 맡거나(예: 한 명은 킥오프를 담당하고, 다른 한 명은 장거리 필드골을 차고, 또 다른 한 명은 단거리에서 찬다), 또는 정규 포지션 선수가 키킹 의무를 맡기도 한다. 마지막 선택은 고등학교 팀에서 흔한데, 최고의 운동선수가 종종 최고의 키커이기 때문이다. 프로 미식축구의 현대 시대 이전에는 이것이 프로 팀에서도 마찬가지였는데, 특히 대부분의 플레이스킥이 아래에 설명된 "정면" 스타일로 이루어졌을 때 그러했다.
키커는 필드골 시도 시 직접적인 신체 접촉으로부터 보호받지만, 킥오프 시에는 일반적으로 그렇지 않으며 키커는 킥 리턴 중에 상당한 접촉을 경험할 수 있다. 키커 비욘 니트모는 1997년 킥오프에서 입은 충격으로 심각한 뇌 손상을 입었다.
그럼에도 불구하고, 다른 포지션에 비해 경기에서 플레이가 적고 접촉이 부족하기 때문에, NFL의 상위 키커들은 일반적인 NFL 선수보다 훨씬 긴 경력을 가진 경우가 많다. NFL 역사상 45세 이상까지 뛴 8명의 선수 중 6명이 키커이다: 모튼 안데르센, 게리 안데르센, 존 카니, 벤 아가자니안, 애덤 비나티에리, 그리고 조지 블랜다 (블랜다는 48세까지 뛰며 NFL 역사상 가장 나이가 많은 선수였다).

## 팀 내 위상
플레이스키커가 팀에서 가장 작은 선수들 중 하나인 것은 드문 일이 아니다. 그러나 뉴욕 타임스는 2011년에 NFL 키커들이 연중 웨이트 트레이닝과 엄격한 식단을 채택했다고 보도했다. 그 해 세바스티안 야니코프스키는 6-피트-2-인치 (1.88 m) 키와 250-파운드 (110 kg) 체중의 키커였다. 6 피트 (1.8 m) 키에 205 파운드 (93 kg) 체중의 키커 롭 바이로나스는 "저는 일부 와이드 리시버나 코너백보다도 클 수 있습니다."라고 말했다.
그리드아이언 풋볼 최고 수준에서 외국에서 태어나고 자란 선수들의 존재는 주로 플레이스키커로 한정되었고, 최근에는 오스트레일리아 출신 펀터들도 포함된다. 때때로 이 선수들은 전통적인 미국 고등학교 풋볼 또는 칼리지 풋볼 시스템 외부에서 왔으며, 대학 수준에서 남자 미식축구를 했던 여성 선수 대부분이 플레이스키커였다. 특히 톰 랜드리는 달라스 카우보이스의 플레이스키커 자리를 놓고 경쟁하기 위해 에프렌 에레라와 라파엘 세프티엔과 같은 라틴 아메리카 출신 축구 선수 여러 명을 영입했다. 키프로스 출신 가로 예프레미안은 경력 초기에 이 스포츠에 대한 완전한 인지 부족으로도 유명했지만 킥 실력으로도 명성을 얻었다. 영국 출신 키커 믹 럭허스트는 NFL에서 오랜 경력을 가진 최초의 영국 선수 중 한 명으로, 1980년대에 애틀랜타 팰컨스에서 7시즌을 뛰며 애틀랜타의 역대 최다 득점자로 은퇴했다. 멕시코 키커 라울 알레그레는 NFL에서 9시즌을 뛰었고 1986년에 슈퍼볼에서 우승했다. 오스트리아 키커 토니 프리츠는 NFL에서 12시즌을 뛰었고 1972년에 슈퍼볼에서 우승하며 NFL 역사상 슈퍼볼과 최상위 축구 리그 타이틀을 모두 차지한 유일한 선수가 되었다. 이러한 일화들은 플레이스키커를 아웃사이더로 인식하는 것을 증가시킨다.
2017년 현재, 프로 풋볼 명예의 전당에 입성한 키커는 조지 블랜다, 루 그로자, 얀 스테네루드, 모튼 안데르센 단 네 명뿐이며, 그 중 스테네루드와 안데르센만이 다른 포지션을 겸하지 않았다. NFL MVP를 수상한 특수 팀 선수(펀터, 리턴 스페셜리스트 및 롱 스내퍼 포함)는 1982년 마크 모슬리 단 한 명뿐이다.
그럼에도 불구하고, 필드골과 엑스트라 포인트 모두를 차는 임무 때문에 플레이스키커는 일반적으로 팀의 다른 어떤 선수보다 많은 점수를 책임지며, 매우 자주 전체 미식축구 경기가 단 한 번의 킥으로 결정될 수 있다. NFL 역사상 경력 점수 상위 40명의 선수는 모두 플레이스키커이며, 제리 라이스는 41위이다.

### 등번호
NFL에서 플레이스키커는 펀터, 쿼터백과 함께 한 자릿수 유니폼 등번호를 착용할 수 있는 유일한 선수였다. 키커는 또한 10번에서 19번 사이의 등번호도 착용할 수 있다.
대학 및 고등학교 미식축구에서 키커는 어떤 등번호도 착용할 수 있으며, 일반적으로 수신 가능한 리시버의 등번호(1번부터 49번 또는 80번부터 99번) 중 하나를 착용한다. 키커는 일반적으로 팀 로스터에서 덜 중요한 위치에 있고, 낮은 등번호는 해당 수준의 다른 포지션에서 훨씬 더 널리 사용되기 때문에, 키커는 종종 다른 선수들이 사용하지 않는 높은 등번호(예: 40번대 또는 90번대)를 받는다. 기록된 미식축구 역사상 등번호 100번을 착용한 두 선수, 척 킨더와 빌 벨은 모두 플레이스키커였다.

### 북미 외 지역
NFL의 키커 중 다른 포지션(펀터 제외)보다 외국 국적자의 비율이 높음에도 불구하고, 북미 외 지역의 팀에서는 키킹 게임이 항상 강점인 것은 아니다. NFL 유럽은 전직 축구 선수들을 플레이스키커로 고용하는 것으로 유명했는데, 이들 중 일부는 마니 부르크스뮐러처럼 팬들의 사랑을 받았다. 유러피언 리그 오브 풋볼은 창설 2021 시즌에 터치다운 후 포인트 시도가 실패하거나 블록되는 경우가 비교적 많았으며, 동시대 2021 독일 풋볼 리그보다 투 포인트 컨버전 시도 비율이 현저히 높았다. 쾰른 센츄리온스 (ELF)와 라이프치히 킹스는 그 시즌에 모든 필드골 시도가 실패했다(10경기 시즌에서 각각 0-1, 0-3). 바르셀로나 드래곤스 (ELF)는 시즌 후반에 NFL 졸업생 조르지오 타베치오를 고용하여 킥 게임을 개선했고, 함부르크 시 데블스 (ELF)는 저니맨 플레이스키커 필립 프리이스 안데르센이 정규 시즌 동안 18번의 시도 중 17번을 성공시키며 운이 좋았는데, 여기에는 프랑크푸르트 갤럭시 (ELF)와의 리그 개막전에서 승리를 결정짓는 킥도 포함되었다.

## 키킹 스타일
오늘날의 플레이스키커들은 주로 "축구 스타일" 키커이다. (오른발잡이 키커의 경우) 공의 왼쪽에서 몇 걸음, 뒤에서 몇 걸음 떨어져서 공에 접근하여 발등으로 공을 찬다. 현재 모든 내셔널 풋볼 리그 키커는 이 스타일을 사용한다. 이 키킹 방식은 1957년 프레드 베드나르스키에 의해 도입되었고 1960년대에 피트 고골락과 그의 동생 찰리와 같은 키커들에 의해 대중화되었다. 찰리는 1라운드에 지명된 최초의 플레이스키커였다.
이전에는 대부분의 플레이스키커가 "정면" 스타일을 사용했는데, 이는 매우 견고하고 발끝이 평평하고 약간 위로 향한 특수 신발을 사용해야 했다. "정면-발끝" 스타일로도 알려진 정면 스타일에서 키커는 옆에서가 아니라 바로 뒤에서 공에 접근하여 발끝으로 공을 찬다.
NFL에서 마지막 풀타임 정면 플레이스키커는 1986년 시즌 후 클리블랜드 브라운스에서 은퇴한 마크 모슬리였고, NFL에 지명된 마지막 정면 키커는 캐피탈 대학교의 매니 마차키스로, 1984년 필라델피아 이글스에 지명되어 성공적인 대학 및 코칭 경력을 쌓았다. 미네소타 바이킹스는 1983년에 베니 리카르도를 영입하며 축구 스타일 키커를 고용하기 시작한 마지막 NFL 팀이었다.
정면 키커는 컨트롤 및 파워 면에서 단점 때문에 주요 대학 미식축구에서는 비교적 드물지만, 고등학교, 소규모 대학, 세미 프로 및 아마추어 팀에서는 여전히 정면 키커를 볼 수 있다. 대학 미식축구에서 키커를 위한 두 가지 주요 상은 전직 정면 키커인 프레드 미첼과 루 그로자의 이름을 따서 명명되었지만, 지금은 축구 스타일 선수들이 수상한다.
축구 스타일 키킹에는 여러 변형이 있다. 초기 축구 스타일 NFL 키커 중 다수는 오늘날의 축구 스타일 키커와는 약간 다른 동작을 가지고 있었다. 또한 대학/예비 선수와 키킹 학교에서 가르치는 대부분의 예비 선수 사이에도 차이가 있다. 키킹 코치 폴 아사드는 2000년대 초반부터 "파워 X 시스템" 방식을 가르치기 시작했는데, 이는 메이슨 크로스비, 세바스티안 야니코프스키, 맷 브라이언트 등 51명 이상의 NFL 선발 스페셜리스트 학생들이 사용하는 방식으로, 다리 정렬, 임팩트 시 발 위치, 상체 자세 및 순서, 그리고 "축발" 위치에 주목할 만한 차이가 있다.

## 신발
현대 경기에서 플레이스키커는 일반적으로 특수 신발(축구화)을 신는다. 그 이유는 일반적인 미식축구화가 더 질기고 단단한 플라스틱을 사용하는 반면, 축구화는 주로 가죽으로 만들어지기 때문이다. 키커는 특정 상황에서 두 가지 다른 클리트를 신기도 한다. 하나는 키킹 클리트이고 다른 하나는 축발이라고 불린다. 키커가 축구화 대신 미식축구화를 축발에 신는 이유는 더 뻣뻣한 재질이 축발이 땅에 단단히 고정되고 키커의 발목을 단단히 지지하는 데 도움이 되기 때문이다. 매우 드물지만, 어떤 선수들은 맨발로 차는 것을 선호하기도 한다. 토니 프랭클린은 필라델피아 이글스와 뉴잉글랜드 패트리어츠에서 슈퍼볼에 출전한 맨발 키커였다. 또 다른 선수로는 리치 칼리스가 있는데, 그는 한때 두 가지 키킹 기록을 공유했다. 슈퍼볼 XXI에서 48야드 필드골을 차서 얀 스테네루드와 동점을 기록하며 슈퍼볼 역사상 최장 필드골 기록을 세웠고, 1989년 미네소타에서 7개의 필드골을 성공시켜 당시 짐 배켄의 기록과 동점을 기록하며 한 경기 최다 필드골 기록을 세웠다(이 기록은 이후 롭 바이로나스에 의해 깨졌다). 영국인 롭 하트는 7년간의 NFL 유럽 경력 동안 맨발로 찼다. 존 베이커 또한 1990년대 캐나디안 풋볼 리그에서 이 스타일을 사용했으며, 호세 코르테스도 XFL에서 그랬다. NFL 경기에서 맨발로 뛴 마지막 선수는 2002년 제프 윌킨스였다.
뉴올리언스 세인츠 키커 톰 뎀시는 독특한 신발을 신었다. 뎀시는 변형된 발로 인해 발 앞부분에 평평한 차는 면이 있었고, 이를 수용하는 신발을 신었다. 뎀시가 1970년 특수 신발을 사용하여 63야드 필드골 기록을 세운 후, 리그는 1977년 규칙 변경을 통해 키킹 신발에 대한 기준을 마련했는데, 비공식적으로는 "톰 뎀시 규칙"으로 알려져 있으며, "의족을 착용한 선수가 착용하는 신발은 정상적인 키킹 신발과 동일한 차는 면을 가져야 한다"고 명시되어 있다. 뎀시는 이 규칙이 제정된 후 2년 더 뛰다가 1979년에 은퇴했다.
맨발 키커는 전국 고등학교 협회 연맹의 규칙에 따라 대부분의 고등학교 경기에서 금지되어 있는데, 이 규칙은 모든 선수가 신발을 신도록 요구한다. 텍사스는 NCAA 규칙에 따라 경기를 진행하므로, 텍사스에서는 맨발 키커가 허용된다.